# Central Fidelity Bank International 1982
Il Central Fidelity Bank International 1982 è stato un torneo di tennis giocato sul sintetico indoor. È stata la 1ª edizione del torneo, che fa parte del WTA Tour 1982. Si è giocato a Richmond negli USA dal 6 al 12 dicembre 1982.

## Campionesse

### Singolare
Wendy Turnbull ha battuto in finale  Tracy Austin con il punteggio di 6–7, 6–4, 6–2

### Doppio
Rosie Casals /  Candy Reynolds hanno battuto in finale  Joanne Russell /  Virginia Ruzici con il punteggio di 6–3, 6–4